# Palaemon maculatus
Palaemon maculatus är en kräftdjursart som först beskrevs av Thallwitz 1891.  Palaemon maculatus ingår i släktet Palaemon och familjen Palaemonidae. Inga underarter finns listade i Catalogue of Life.